# Сельское поселение Осиновка
Сельское поселение Осиновка — муниципальное образование в Ставропольском районе Самарской области.
Административный центр — село Осиновка.

## География
Сельское поселение Осиновка расположено на берегу реки Волги в 35 километрах ниже по течению от города Самары на территории Национального Парка Самарская Лука в административных границах Ставропольского района Самарской области.
С административным центром Ставропольского района городом Тольятти Осиновка связана асфальтированной дорогой, проходящей через сёла Сосновый Солонец, Берёзовый Солонец, до федеральной трассы М5 «Урал».

## История
Село Осиновка основано в 1647 г. Название при основании — Осиновый буерак. Название дано по месту нахождения в Осиновом буераке и связано с флористической основой -осиновым лесом, столь обычным в этих местах. Основатель — самарский помещик Василий Порецкий.
Село Ермаково основано около 1675 года как поселение русских помещичьих крестьян. Принадлежала земля А. Я. Алампееву, самарскому сыну боярскому. Первоначально деревня называлась Ермачихой, Ермаковой Поляной. Происхождение названия антропонимическое — от имени атамана волжских казаков Ермака Тимофеевича. Населенный упомянут в работе Н. Г. Лобановой (1998, стр. 239), которая сообщает, что в 1577 г. в этом селе имелось укрепление Ермака Тимофеевича.
Село Винновка основано в конце XVII. Топоним связан с речкой (ключом в овражной долине) Винной. Происхождение гидронима не совсем ясно, возможно в устье оврага ранее занимались винокурением. В пользу последнего объяснения происхождения топонима свидетельствуют и старые сады, находящиеся неподалёку от села на Давыдовой горе. Населенный пункт упомянут в работе Н. Г. Лобановой (1998, стр. 237), которая сообщает, что «С конца XVII по 1725 г. село принадлежало дворянам Бронским. С 1807 г. — владение графа А. Г. Орлова-Чесменского».
Подавляющее большинство жителей сёл при основании составляли русские, беглые и гулящие из уездов Казанского и Нижегородского Поволжья.
Учёные полагают, что люди в Самарской Луке жили уже 100 тысяч лет назад. Здесь на протяжении многих и многих веков соседствовали различные по происхождению племена. Прокатывались войны, природные катаклизмы, земля безлюдела, снова заселялась.
В селах Винновка и Лбище (на одноимённой горе) найдены города людей, живших за 3 тысячелетия до нашей эры. Там же обнаружен город праславян-индоевропейцев, которому 1,5 тысячи лет.
В Осиновке находится полуразрушенная церковь, самая старая на Самарской Луке, освященная во имя святого Николая Чудотворца. Она является редчайшим для края памятником. Ярусность постройки несет черты русского зодчества конца XVII века и элементы общеевропейского стиля барокко, пришедшее в эпоху Петра I. По мнению некоторых историков, эта церковь стоит на развалинах древнего болгарского храма.
Церковь подарил селу в 1714 году граф Меньщиков. По его рассказам, он был чудесным образом спасён святым, который явился ему во время шторма напротив Осиновки. В 1929 году в алтаре церкви расстреляли священника вместе с женой и детьми. Церковь взрывали 4 раза. Начали в 1938 году, продолжили во времена Хрущева.
У села Ермаково хорошо виден с Волги и ещё один памятник — часовня с большим крестом. К нему ведут с берега каменные ступени. Здесь похоронен защитник Порт-Артура А. Н. Люпов.
В 2010—2011 годах на землях с.п. Осиновка, а именно — на Рябцевой поляне возле с. Осиновка, проводился Международный фестиваль «Мир бардов».

## Административное устройство
В состав сельского поселения Осиновка входят:
- село Винновка,
- село Ермаково,
- село Осиновка.

Сельское поселение Осиновка находится на территории национального парка «Самарская Лука».